# Außenwirtschaftsgesetz
Das deutsche Außenwirtschaftsgesetz (AWG) regelt den Verkehr von Devisen, Waren, Dienstleistungen, Kapital und sonstigen Wirtschaftsgütern mit dem Ausland. Das AWG löste 1961 in Bezug auf das Ausland die seit 1949 bestehenden Devisengesetze der Alliierten  ab, die allerdings für den innerdeutschen Verkehr zwischen Bundesrepublik und DDR bis zur Wiedervereinigung fortgalten.

## AWG und Europäische Union
Die vom Außenwirtschaftsgesetz geregelte Materie wird inzwischen stark vom Europarecht beeinflusst. Insofern wurde das Außenwirtschaftsgesetz mehrfach durch die supranationalen Vorgaben der EU geändert.

### Keine generelle Geltung des AWG im Binnenmarkt (Inland) mehr
Schon mit Beginn des früheren Gemeinsamen Marktes in der EWG (ab 1957) und nachdem mit den Verträgen von Amsterdam und Maastricht die Herstellung des Europäischen Binnenmarktes (Vollendung 1992, Art. 26 AEUV) erfolgte, fiel die Regelung der Wirtschaft, insbesondere des Handels innerhalb der Grenzen der Europäischen Gemeinschaft nicht mehr unter die Außenwirtschaftsgesetze der einzelnen Mitgliedstaaten, sondern ging in die supranationale Gesetzgebungszuständigkeit der EU über. Der EU-Binnenmarkt zusammen mit der EU-Wirtschafts- und -Währungsunion (EURO) bilden heute ein einheitliches Wirtschafts- und Währungsgebiet (Inland) mit Binnenwirtschaft und Binnenhandel ohne Binnengrenzen. Für die dazugehörige Bundesrepublik Deutschland ist daher der Binnenmarkt nicht mehr „außen“ oder „Ausland“ und auch das deutsche Außenwirtschaftsgesetz ist insoweit unanwendbar oder sogar verfassungswidrig.

### Keine generelle Geltung des AWG gegenüber Drittländern (Ausland) mehr
Gleichzeitig hat die EU ab 1971 mit der Verwirklichung der Gemeinsamen Handelspolitik (Art. 207 AEUV) das umfassende EU-Außenwirtschaftsregime mit EU-Zolltarif und zahlreichen EU-Außenhandels-(Einfuhr- und Ausfuhr-) Regelungen (Verordnungen) unter den verschiedensten Bezeichnungen gegenüber den Nicht-EU-Staaten bzw. Drittstaaten/Drittländern (neues „Ausland“) aufgebaut, die ein rechtlich höherrangiges „EU-Außenwirtschaftsrecht“ bilden. Dadurch sind die früheren nationalen Außenwirtschaftsgesetze der einzelnen EU-Mitgliedstaaten, darunter das deutsche AWG, insoweit auch gegenüber den Drittländern unanwendbar bzw. rechtswidrig.

## Ausnahme-Regelungen
Eine Spezialität ist das Kriegswaffenkontrollgesetz (KWKG), das die Ein-, Aus- und Durchfuhr von Kriegswaffen regelt.
Für bestimmte Waren gibt das AWG Genehmigungsvorbehalte vor. Insbesondere Waren, die Dual-Use-Charakter haben – also sowohl zu zivilen als auch zu militärischen oder verbotenen Zwecken benutzt werden können –, stehen unter dem Genehmigungsvorbehalt. Die Genehmigung kann vom Bundesausfuhramt (Bundesamt für Wirtschaft und Ausfuhrkontrolle) und im Geschäftsbereich des Bundesministeriums für Wirtschaft und Energie erteilt werden.
Nach §§ 17, 18 AWG wird die Ausfuhr von Waren oder die Produktionsunterlagen für solche Waren, die nach der Ausfuhrliste verboten sind, unter Strafe gestellt. Auch der Verstoß gegen die Sanktionen gegen Russland seit dem Überfall auf die Ukraine ist nach dem Außenwirtschaftsgesetz strafbar. Handelt der Täter beispielsweise für den Geheimdienst einer fremden Macht, gewerbsmäßig oder als Mitglied einer Bande, die sich zur fortgesetzten Begehung solcher Taten verbunden hat, so stellen solche Taten sogar ein Verbrechen dar. Damit ist das Außenwirtschaftsgesetz Teil des Nebenstrafrechts.
Zuvor enthielt das AWG auch Vorschriften über die mögliche Abhörung bei dem Verdacht von verbotenen Geschäften durch eine Zentralstelle. Das Bundesverfassungsgericht hat diese Vorschriften (§§ 39–41 AWG) im Rahmen eines abstrakten Normenkontrollverfahrens (1 BvF 3/92) am 3. März 2004 zwar für verfassungswidrig, aber durch den gesetzlichen Ablauf der Geltung dieser Vorschriften zum Ende 2004 hin noch als hinnehmbar erklärt. Der Gesetzgeber hat mit Gesetz vom 28. Dezember 2004 die §§ 39–41 AWG aufgehoben.
Auf Grundlage des § 27 Abs. 1 AWG wurde zur näheren Ausgestaltung des AWG und zur Erfüllung der Verpflichtungen aus zwischenstaatlichen Vereinbarungen (§ 5 AWG) die Außenwirtschaftsverordnung (AWV) erlassen.

## Anlage L: Länderlisten
Anlage L des AWG enthält sogenannte Länderlisten. Diese stufen die in ihnen aufgeführten Länder aus der handelspolitischen Perspektive nach verschiedenen Graden der potentiellen Handelsbeschränkung ein. Die Länderlisten gelten für alle Bereiche des Warenhandels.
Auswahl aus den Länderlisten nach dem deutschen Außenwirtschaftsrecht:
| Liste                     | Anlage zum/zur | Regelung | Bemerkungen                                                                                     |
| ------------------------- | -------------- | --- | ----------------------------------------------------------------------------------------------- |
| Länderliste A/B           | AWG            | Länder der Organisation für wirtschaftliche Zusammenarbeit und Entwicklung (OECD) | Mit Drucksache 13/3317 vom 12. Dezember 1995 des Deutschen Bundestages aufgehoben               |
| Länderliste C             | AWG            | Länder der Ostblockstaaten und Kuba | Mit Drucksache 13/3317 vom 12. Dezember 1995 des Deutschen Bundestages aufgehoben               |
| Länderliste F (F1 u. F2)  | AWV            | Länder, deren Bürger Frachtverträge zur Beförderung von Stückgütern durch Seeschiffe unter fremder Flagge mit Gebietsansässigen abschließen können, ohne dass letztere einer Genehmigung gemäß der AWV bedürfen |                                                                                                 |
| Länderliste G (G1 und G2) | AWV            | Länder, deren Versicherungsunternehmen Versicherungen für den Luft- oder Seeweg bzw. das Transportmittel mit Gebietsansässigen abschließen können, ohne dass diese einer Genehmigung gemäß der AWV bedürfen     |                                                                                                 |
| Länderliste K             | AWV            | So genannte „sensitive“ Länder | Mit Inkrafttreten der Neufassung der Außenwirtschaftsverordnung am 1. September 2013 aufgehoben |